# Joop Martens (voetballer)
Johannes Hubertus (Joop) Martens (Amsterdam, 8 december 1900 – Weesp, 22 oktober 1976) was een Nederlands voetballer.

## Biografie
Joop Martens was de zoon van Jan Martens en Trijntje Johanna Bontekoe. Hij trouwde op 13 juli 1932 met Maria Eugenia Jansen.
In 1916 werd hij adspirant-lid van de AFC Ajax. Hij speelde van 1920 tot 1932 bij Ajax als middenvelder. Van zijn debuut in het kampioenschap op 9 mei 1920 tegen DFC tot zijn laatste wedstrijd op 7 februari 1932 tegen Hermes DVS speelde Martens in totaal 157 wedstrijden en scoorde 3 doelpunten in het eerste elftal van Ajax.
In 1956 werd hij benoemd tot Lid van Verdienste van Ajax.
Hij overleed op 22 oktober 1976 op 75-jarige leeftijd en werd gecremeerd in Westgaarde.

## Statistieken
| Club  | Seizoen | Competitie | Competitie | Beker | Beker | Totaal | Totaal |
| Club  | Seizoen | Wed.       | Dlp.       | Wed.  | Dlp.  | Wed.   | Dlp.   |
| ----- | ------- | ---------- | ---------- | ----- | ----- | ------ | ------ |
| Ajax  | 1919/20 | 1          | 0          | -     | -     | 1      | 0      |
| Ajax  | 1921/22 | 2          | 0          | -     | -     | 2      | 0      |
| Ajax  | 1922/23 | 11         | 0          | -     | -     | 11     | 0      |
| Ajax  | 1923/24 | 17         | 0          | -     | -     | 17     | 0      |
| Ajax  | 1924/25 | 18         | 2          | 2     | 0     | 20     | 2      |
| Ajax  | 1925/26 | 15         | 0          | 1     | 0     | 16     | 0      |
| Ajax  | 1926/27 | 24         | 0          | 0     | 0     | 24     | 0      |
| Ajax  | 1927/28 | 26         | 1          | 0     | 0     | 26     | 1      |
| Ajax  | 1928/29 | 6          | 0          | -     | -     | 6      | 0      |
| Ajax  | 1929/30 | 19         | 0          | 5     | 0     | 24     | 0      |
| Ajax  | 1930/31 | 17         | 0          | -     | -     | 17     | 0      |
| Ajax  | 1931/32 | 1          | 0          | 0     | 0     | 1      | 0      |
| Total | Total   | 157        | 3          | 8     | 0     | 165    | 3      |